# Respuesta de Alemania al Protocolo de Kioto
Alemania es el más grande emisor de Europa y el sexto mayor emisor mundial de CO2. En julio de 2007, tenía la más grande población de Europa, con 82.4 millones de personas. Alemania importa la mayoría de sus materiales y fuentes de energía; en 2004 importó 2.135 millones de barriles de petróleo y 85.02 mil millones de m³ (2003) de gas natural al día. En el mismo año, Alemania emitió 886 millones de toneladas métricas de CO2  con 45 millones de autos registrados. 
Entre marzo de 1998 y marzo de 1999, 84 países incluyendo Alemania firmaron el  Protocolo de Kioto. En marzo de 2002, el Bundestag ratificó Kyoto unánimemente. En mayo de 2002, la Unión Europea presentó los artículos de ratificación a todos los 15 de sus Estados miembros de ese entonces. 
Como Anexo II de la nación, el compromiso de Alemania ante la CMNUCC con respecto a Kyoto era reducir las emisiones, así como proveer un apoyo económico a países en vías de desarrollo a través de un mecanismo de desarrollo limpio.
En noviembre de 2006, la cuota planificada anual de Alemania era de 482 millones de toneladas métricas de CO2. Las emisiones de gas de efecto invernadero de Alemania fueron reducidas en un 17.2 % entre 1990 y 2004, de acuerdo a  CMNUCC. Alemania promueve activamente los fondos gubernamentales de carbono  y apoya los fondos multilaterales que tienen la intención de compra a créditos de carbono para las partes que no figuran en el Anexo I. Las organizaciones gubernamentales trabajan en estrecha colaboración con los principales servicios públicos, energía, petróleo y gas, productos químicos y los conglomerados para tratar de adquirir el mayor número de certificados de gases de efecto invernadero al menor costo posible. 
Desde la firma y ratificación del protocolo, Alemania se ha comprometido a reducir sus emisiones un 21% por debajo de los niveles emitidos en 1990 y entre 2008 y 2012. En noviembre de 2008, un estudio encontró que Alemania ya había reducido un 22.4 % sus emisiones de gases de efecto de invernadero, alcanzado su compromiso de emisiones bajo el Protocolo de Kioto.

## Logros de Alemania desde la firma del protocolo
- Hasta el momento, Alemania ha reducido sus emisiones de CO2  un 22.4%.
- Alemania ha encabezado la producción mundial en la energía eólica con más de 16,000 turbinas de viento, que generan el 39% de la energía eólica mundial total.
- Alemania jugó un papel clave en la instalación del 64% de la capacidad de generación de la energía solar en 2003.[aclaración requerida]

Alemania también ha firmado un acuerdo de cambio climático junto a Israel, Jordania y Egipto. Este acuerdo está diseñado para hacer más fácil y barato el cumplimiento de objetivos de reducción de emisiones de gases de efecto invernadero en países industrializados.  

## Siguientes pasos
- Alemania planea generar el 20% de su energía total por medio de energías renovables para el año 2020.